# Sebastian Kowalówka
Sebastian Kowalówka (ur. 9 sierpnia 1986 w Oświęcimiu) – polski hokeista, reprezentant Polski. 
Brat Adriana (ur. 1983) i Roberta (ur. 1993). Wszyscy trzej to wychowankowie Unii Oświęcim; do 2015 wszyscy trzej byli zawodnikami Cracovii. Ich ojciec Ryszard Kowalówka został działaczem hokejowym w Unii Oświęcim.

## Kariera
- SMS II Sosnowiec (2002–2004)
- Unia Oświęcim (2004–2007)
- Cracovia (2007–2009)
- GKS Jastrzębie (2009–2010)
- Unia Oświęcim (2010–2012)
- Cracovia (2012–2015)
- Unia Oświęcim (2015-2016)
- Polonia Bytom (2016)
- Unia Oświęcim (2016-2025)

Od 2012 do 2015 zawodnik Cracovii. Od lipca 2015 ponownie zawodnik Unii Oświęcim. Od maja do końca września 2016 zawodnik Polonii Bytom. Od końca września 2016 ponownie zawodnik Unii Oświęcim. Po sezonie 2024/2025 zakończył karierę zawodniczą.
W barwach reprezentacji Polski do lat 18 występował na turniejach mistrzostw świata juniorów do lat 18 w 2003, 2004. W barwach reprezentacji Polski do lat 20 wystąpił na turniejach mistrzostw świata juniorów do lat 20 w 2004, 2005, 2006. W barwach seniorskiej reprezentacji Polski uczestniczył w turniejach mistrzostw świata w 2008, 2009, 2013, 2014, 2015.
W trakcie kariery określany pseudonimem Mumin(ek).

## Sukcesy
Reprezentacyjne
- Awans do mistrzostw świata do lat 20 Dywizji I Grupy A: 2004
- Awans do mistrzostw świata Dywizji I Grupy A: 2014

Klubowe
- Srebrny medal mistrzostw Polski: 2005, 2020[12], 2022 z Unią Oświęcim
- Brązowy medal mistrzostw Polski: 2011, 2012, 2023 z Unią Oświęcim
- Złoty medal mistrzostw Polski: 2008, 2009, 2013 z Cracovią, 2024 z Unią Oświęcim
- Finał Pucharu Polski: 2007, 2011, 2019, 2021, 2022 z Unią Oświęcim
- Puchar Polski: 2013 z Cracovią
- Superpuchar Polski: 2014 z Cracovią

Indywidualne
- Mistrzostwa Świata Juniorów w Hokeju na Lodzie 2004/II Dywizja#Grupa A:
  - Pierwsze miejsce w klasyfikacji strzelców turnieju: 8 goli[13]
  - Czwarte miejsce w klasyfikacji asystentów turnieju: 9 asyst[14]
  - Drugie miejsce w klasyfikacji kanadyjskiej turnieju: 17 punktów[15]
  - Drugie miejsce w klasyfikacji +/- turnieju: +18[16]
- Mistrzostwa Świata Juniorów w Hokeju na Lodzie 2005/I Dywizja#Grupa B:
  - Pierwsze miejsce w klasyfikacji asystentów turnieju: 6 asyst[17]
- Polska Hokej Liga (2013/2014):
  - Drugie miejsce w klasyfikacji asystentów w sezonie zasadniczym: 42 asyst
  - Czwarte miejsce w klasyfikacji asystentów w sezonie zasadniczym: 67 punktów